# Action de grâce
Cet article concerne la notion religieuse. Pour la fête canadienne, voir Action de grâce (Canada).
L'action de grâce est, selon le glossaire de l'Église catholique en France, « une attitude de reconnaissance envers Dieu » : l'homme « comblé de toutes sortes de bénédictions spirituelles dans le Christ » reconnaît de quel amour il est aimé de Dieu et l'en remercie. L'expression française « action de grâce » traduit le mot grec εὐχαριστία / eucharistía dans le Nouveau Testament et dans la Septante (traduction grecque de l'Ancien Testament). Depuis les années 2000, « les chrétiens catholiques ont remis en honneur pour évoquer la messe, le mot « Eucharistie », qui signifie action de grâce, louange et joie ».